# کلیبرن، کامبریا
کلیبرن (به انگلیسی: Cliburn) یک روستا و محله مدنی در بریتانیا است که در منطقه ادن واقع شده‌است. کلیبرن ۲۷۴ نفر جمعیت دارد.